# Дом-музей Уильяма Сарояна
«Дом-музей Уильяма Сарояна», основанный 31 августа 2018 года в Фресно, Калифорния, является музеем писателя Уильяма Сарояна. Музей расположен в 2729 W Гриффит Уэй, где последние 17 лет своей жизни провел писатель.

## История
Дом был куплен Уильямом Сарояном в 1964 году. Это был недавно построенный жилой дом в развивающемся районе Фресно. В том же году Сароян также приобрел соседний дом, который он использовал для склада. После его смерти 18 мая 1981 года дом был продан частным владельцам. 2 апреля 1989 года дом был помещен в исторические реестры города Фресно и округа Фресно.
Была предпринята неудачная попытка превратить дом в музей, что привело к потере права выкупа на имущество. Дом был куплен в 2016 году культурно-интеллектуальным фондом «Ренессанс», иностранной корпорацией, зарегистрированной в Армении и учрежденной Артуром Джанибекяном. Филиал культурного и интеллектуального фонда «Ренессанс» в США зарегистрирован в Калифорнии как некоммерческая организация в соответствии с Налоговым кодексом (IRC) Раздел 50l (c) (3) и является законным владельцем музея. Фонду «Ренессанс» было предоставлено разрешение на реконструкцию дома по адресу 2729 В. Гриффит Уэй для возможной работы в качестве музея после официального согласования с городом Фресно разрешения на условное использование (CUP).
Строительство музея было завершено в 2018 году, а церемония разрезания ленты и официальное открытие состоялaсь 31 августа 2018 года, в 110-ю годовщину со дня рождения писателя. Бронзовая доска была прикреплена к лицу дома в 1989 году, отмечая опубликованные произведения, созданные Сарояном в период с 1964 по 1981 год и перечислением лиц из Фестивального комитета Уильяма Сарояна, которые сыграли важную роль в размещении дома в историческом реестре. Первоначальная табличка исчезла в 2015 году, и в рамках повторного посвящения и официального открытия 31 августа 2018 года была установлена новая табличка с первоначальной информацией и перечнем информации для повторного посвящения.

## Концепция
Предложенная концепция музея должна была представить характер и природу Уильяма Сарояна через несколько технических экспонатов. Музей содержит 2 активированные стены движения. На одной стене показаны фотографии Сарояна, его семьи, друзей и резиденций. На второй стене представлены образцы эскизов и картин Сарояна. Кроме того, представлены разнообразные видеоролики, а также образцы опубликованных книг Сарояна. Последний показ содержит голограмму с актером, изображающим Сарояна, и оригинальным звуком голоса Сарояна.